# Miguel Mansur
Miguel José Mansur (Aruba, 15 juli 1977) is een Arubaans politicus voor de Accion 21. Hij was lid van de Staten van Aruba van 8 juli 2021 tot 8 januari  2025.
Mansur is zoon van Madeline Arends en Miguel J. Mansur sr. en telg van een bekende Arubaanse koopmansfamilie. Hij is neef (oomzegger) van oud-minister Don Mansur. Na de International School of Aruba vertrok hij op jonge leeftijd naar kostschool Le Rosey in Zwitserland. Hij studeerde economie en internationale betrekkingen in Europa en rondde de studie af in de Verenigde Staten aan de Tufts-universiteit. Mansur startte zijn carrière in de V.S. waar hij actief was als ondernemer en financieel deskundige voor het bedrijf Capitable. Voordat hij in oktober 2020 terugkeerde naar Aruba, woonde hij in Miami, Escazú, Madrid, Ibiza, Sydney, Londen, Amsterdam en Boston.
In 2020 keerde hij terug naar Aruba en maakte een overstap naar de politiek als oprichter en politiek leider van de progressieve partij Accion 21. Mansur is de eerste Arubaanse partijleider die open is over zijn homosexuele geaardheid en daarbij opkomt voor gelijke rechten voor de LGBT-gemeenschap op Aruba. Op 25 juni 2021 werd hij gekozen tot lid van de Staten van Aruba en was met 2.019 persoonlijke stemmen de grootste stemmentrekker onder de nieuwe kandidaten.
In 2022 diende Mansur een initiatiefwet in om het homohuwelijk in te voeren. Het voorstel werd gesteund door de partijen RAIZ en MAS. In 2024 diende hij namens Accion 21 een wetsvoorstel in om het zwangerschapsverlof te verlengen van twaalf naar zestien weken inclusief verlenging van het vaderschapsverlof.
Bij de verkiezingen van 2024 leden zowel Mansur met 825 stemmen als Accion21 partij met in totaal 2203 stemmen een verlies aan stemmen, wat resulteerde in verlies van vertegenwoordiging in het parlement.